# Тидке, Курт
Курт Ти́дке (нем. Kurt Tiedke; 30 мая 1924, Данциг — 15 апреля 2015) — государственный и политический деятель ГДР. Ректор Высшей партийной школы имени Карла Маркса в 1983—1989 годах.

## Биография
Сын плотника, Курт Тидке в молодости состоял в гитлерюгенде. В 18 лет работал по призыву Имперской службы труда и позднее был призван в вермахт. В советском плену окончил антифашистскую школу и по возвращении в Германию в 1948 году вступил в СЕПГ. Партийную карьеру начинал в восточногерманской земле Бранденбург. В 1960 году окончил Высшую партийную школу в Москве и работал преподавателем в Высшей партийной школе имени Карла Маркса. Занимал различные высокие должности в аппарате ЦК СЕПГ. С 1963 года являлся кандидатом, в 1967—1989 годах членом ЦК СЕПГ.
В 1979 году сменил Алоиса Писника, потерявшего расположение Эриха Хоннекера, на посту первого секретаря окружного управления СЕПГ в Магдебурге. В 1979—1983 годах состоял членом Национального совета обороны ГДР, в 1981—1990 годах избирался депутатом Народной палаты ГДР. В 1983—1989 годах занимал должность ректора Высшей партийной школы имени Карла Маркса. После исключения из партии в 1990 году работал в Германской коммунистической партии.